# Brunellia pauciflora
Brunellia pauciflora, vrsta drveta iz porodice Brunelliaceae, dio reda ceceljolike. Endem iz Ekvadorske provincije Carchi.